# Mademoiselle ma femme (film, 1943)
Pour les articles homonymes, voir Mademoiselle ma femme (homonymie).
Pour plus de détails, voir Fiche technique et Distribution.
Mademoiselle ma femme (I Dood It) est un film américain en noir et blanc réalisé par Vincente Minnelli, sorti en 1943.

## Synopsis
Joseph est follement amoureux de Constance Shaw, une grande star de la musique de Broadway. À sa grande surprise, Constance accepte de l'épouser car elle pense qu'il est un riche magnat des mines.

## Fiche technique
- Titre original : I Dood It
- Titre français : Mademoiselle ma femme
- Réalisation : Vincente Minnelli
- Scénario : Sig Herzig et Fred Saidy
- Direction musicale : George Stoll
- Musique : Daniele Amfitheatrof, George Bassman, David Raksin et George Stoll (non crédités)
- Direction artistique : Cedric Gibbons
- Décorateur de plateau : Edwin B. Willis
- Costumes : Gile Steele, Irene Lentz et Irene Sharaff
- Chorégraphie : Bobby Connolly
- Photographie : Ray June et Charles Rosher (non crédité)
- Montage : Robert Kern
- Producteur  : Jack Cummings
- Société de production : Metro-Goldwyn-Mayer
- Société de distribution : Loew's Inc.
- Pays de production :  États-Unis
- Langue d'origine : anglais américain
- Format : noir et blanc — pellicule : 35 mm — image : 1,37:1 — son : mono (Western Electric Sound System)
- Genre : film musical, comédie romantique
- Durée : 102 min
- Dates de sortie :
  - États-Unis : septembre 1943
  - France : 21 mars 1951

## Distribution
- Red Skelton : Joseph 'Joe' Rivington Renolds
- Eleanor Powell : Miss Constance 'Connie' Shaw
- Richard Ainley : Larry West
- Patricia Dane : Suretta Brenton
- Sam Levene : Ed Jackson
- Thurston Hall : Kenneth 'Ken' Cawlor
- Lena Horne : elle-même
- Hazel Scott : elle-même
- Jimmy Dorsey et son orchestre : lui-même
- Helen O'Connell : elle-même
- Bob Eberly : lui-même
- John Hodiak : Roy Hartwood
- Butterfly McQueen : Annette
- Marjorie Gateson : Mme Alice Spelvin
- Andrew Tombes : M. Alfred Spelvin

Acteurs non-crédités
- Ruby Dandridge : Mammy
- Joel Fluellen : un partenaire d'Hazel Scott
- Merrill McCormick : un soldat de l'Union
- Margaret McWade : une vieille dame au premier rang
- Clinton Rosemond : Oncle Sig